# آختاچی، آق‌سو
آختاچی (به لاتین: Axtaçı) یک منطقه مسکونی درجمهوری آذربایجان است که در شهرستان آق‌سو واقع شده است.